# Meruidae
Los merúidos (Meruidae) son una familia de coleópteros adéfagos que posee una única especie, Meru phylissae, que fue encontrada en grandes cantidades a principios de los 80, pero luego se perdió el interés en investigarlos. 
El término Meru viene de la lengua indígena de los pemones y significa cascada. Este escarabajo ha sido únicamente encontrado en la vertiente de El Tobogán (Las Amazonas, Venezuela). Esta remota localidad es celosamente protegida por los pemones. Sin embargo, debido a la singularidad del sitio los turistas inundaron el lugar, causando la degradación del hábitat de los Meruidae, todo el rango conocido del hábitat fue afectado por esto. Esta es una de las causas de la gran desaparición de la población de Meruidae desde los 80. Sin embargo, puede que sea el hecho que no se sabe suficiente como para encontrarlos la causa de que no se encuentren grandes poblaciones.

## Características
Meru es uno de los escarabajos más pequeños del mundo, midiendo 0,8 mm. Ha sido encontrado en particulares condiciones acuáticas, involucradas con cascadas. Debido a lo pequeños que son, su rareza, y lo difícil que es encontrarlos, la información acerca de su biología es nula, fuera de su morfología. Aún no se sabe nada acerca de sus huevos, sus larvas o pupas, no se han visto nunca. Ni siquiera se sabe que comen, aun cuando sus descubridores sospechan una dieta fitófaga, o sus épocas de reproducción o de adultos. La localidad en que fueron encontrados también posee todas las familias del suborden Myxophaga, unos raros escarabajos. Esta región, se cree también posee casi la mayoría de sus escarabajos acuáticos aun sin descubrir, y estos se encuentran ya en peligro de extinción sin siquiera haber sido conocida su existencia.
Basándose en los estudios filogenéticos, se le ha vinculado a Dytiscidae, pero también se han mostrado factores que sugieren una relación cercana a Noteridae o Haliplidae; sin embargo dicen que es suficientemente diferente como para tener una familia propia.
Este escarabajo en especial, posee una extrañas uñas redondeadas, las cuales se especula sirven para nadar y escalar raíces. Debido a que no es ágil ni rápido nadador, sus piezas bucales no están preparadas para capturar presas más pequeñas; los científicos Spangler y Steiner creen que M. phyllisae sobrevive comiendo hongos, algas y hojas sumergidas.